# 西拉吉·约瑟夫
西拉吉·约瑟夫（匈牙利語：Szilágyi József，1917年6月20日—1958年4月24日），匈牙利律师、政治家，因为在匈牙利1956年革命中支持纳吉·伊姆雷，苏联军队攻占布达佩斯时，与纳吉等人躲入南斯拉夫大使馆。后被逮捕判处死刑。